# Monte Meeks
Il Monte Meeks (in lingua inglese: Mount Meeks) è una montagna antartica, alta 2470 m, che sormonta la linea di divisione rocciosa tra il ghiacciaio Griffith e il ghiacciaio Howe, nei Monti della Regina Maud, in Antartide.

## Storia
Fu mappato dall'United States Geological Survey sulla base di ispezioni in loco e foto aeree scattate dalla U.S. Navy nel periodo 1960–63.
La denominazione fu assegnata dall'Advisory Committee on Antarctic Names (US-ACAN) in onore del tenente Harman T. Meeks della squadriglia VX-6 della U.S. Navy, navigatore di aerei durante l'Operazione Deep Freeze del 1966 e 1967.